# جاكي هاميلتون
جاكي هاميلتون هو لاعب هوكي الجليد كندي، ولد في 2 يونيو 1925، وتوفي في 20 مارس 1994.

## وصلات خارجية
- جاكي هاميلتون على موقع دوري الهوكي الوطني (الإنجليزية)
- جاكي هاميلتون على موقع EliteProspects.com (الإنجليزية)
- جاكي هاميلتون على موقع HockeyDB.com (الإنجليزية)
- جاكي هاميلتون على موقع Hockey-Reference.com (الإنجليزية)